# Secrets (roman)
Pour les articles homonymes, voir Secrets.
Secrets (titre original : Secrets) est un roman écrit par Danielle Steel, paru aux États-Unis en 1985 puis en France en 1986.

## Synopsis
A Hollywood, pour le tournage d'une grande série télévisée, hommes et femmes luttent afin d'appartenir à l'équipe du producteur Mel Weschler. Sabina Quarles, à quarante-cinq ans atteint le sommet de sa carrière ; Jane Adams, qui n'a pas fait grand-chose; Gabby Smith, qui est à ses débuts ; Bill Warwick, qui trouve cette opportunité. Seul Zack Taylor, le premier rôle masculin est déjà un acteur accompli. Tous ces personnages ont leurs secrets, comme dans une mauvaise série, leurs vies sont faites de meurtres, maladies et handicap, drogue, homosexualité. Mais quand soudain un drame éclate, les personnages se révèlent ouvertement et mettent en danger la série Manhattan, qui bat tous les records d'audience.